# Terra Chá
Terra Chá è una comarca della Spagna, situata nella comunità autonoma di Galizia ed in particolare nella provincia di Lugo.